# La Bête noire (film)
Pour les articles homonymes, voir La Bête noire.
Pour plus de détails, voir Fiche technique et Distribution.
La Bête noire est un film français réalisé par Patrick Chaput et sorti en 1983.

## Fiche technique
- Titre français : La Bête noire
- Réalisation : Patrick Chaput
- Scénario : Patrick Chaput et Patrick Yalaoui
- Adaptation et dialogues : Jean-Pierre Bastid et Patrick Chaput
- Photographie : Richard Copans
- Musique : Jean-Claude Vannier
- Montage : Jean-François Goyet
- Décors : Roland Fruytier
- Costumes : Brigitte Demouzon
- Son : Yves Osmu
- Cascades : Claude Carliez
- Directeurs de production : Georges Pellegrin et Patricia Moraz
- Producteur délégué : Catherine Bouguereau
- Pays de production :  France
- Format : Couleurs
- Durée : 97 minutes
- Date de sortie : France - 15 juin 1983

## Distribution
| - Richard Bohringer : Yves Boissieu - Philippe Sfez : Daniel - Sabine Haudepin : Karen - Georges Géret : Guyot - Jean Bouise : Pépé - Bernadette Lafont : Antonia - Eddie Constantine : le patron du café - Isabelle Sadoyan : Mme Guyot - Nini Crepon : Robert - Catherine Gandois : la mère de Daniel - Frédéric Wizmane : Daniel enfant - Vincent Absil : le dealer - Mireille Perrier : Sonia - Jean Barney : le juge pour enfants - Gérard Grobman : Didier - Zinedine Soualem : Santiago - Jean Legall : M. Pérez - Nicolas Reboul : Jean-Thierry - Vincent Ruiz : Grand Pierrot - Kamil Zuber : Jean - Michèle Amiel : l'épicière - Jean-Pierre Beccacci : l'ami de la mère - Bernard Berge : le marchand de pulls - Pierre Bonnaffet : le conducteur - Jean-Paul Bordes : le jeune flic - Bonnafet Tarbouriech : le conducteur | - Rémy Carpentier : le jeune gradé - Bernard Cazassus : le menuisier - Laurent Cygler : le 2e camé - Robert Darmel : l'hôtelier - Alain Hakim : l'éducateur - Philippe Laudenbach : le psychologue - Michel Le Mentec : le garçon restaurant - Sylvain Lévignac : le gardien du motel - Claudia Malleville : la trapéziste - Xavier Marchand : Jacky - Pierre Marzin : le 1er camé - Françoise Michaud : l'institutrice - Françoise Morhange : la Palmyre - Geneviève Mnich : la convoyeuse - Marina Moncade : la 2e vendeuse - Jean-Pierre Pauty : 1er baba ascenseur - Marie Pillet : la mère nourricière - Catherine Rouzeau : la vendeuse de chaussures - Jean-Claude Tiercelet : 2e baba cirque - Igor Tyczka : l'homme du restaurant - Georges Yourad : le Libanais - Delphine Erhart, Eva Fauchnec et Claude Fleury : les mannequins - Romane Bohringer |